# Сатрап

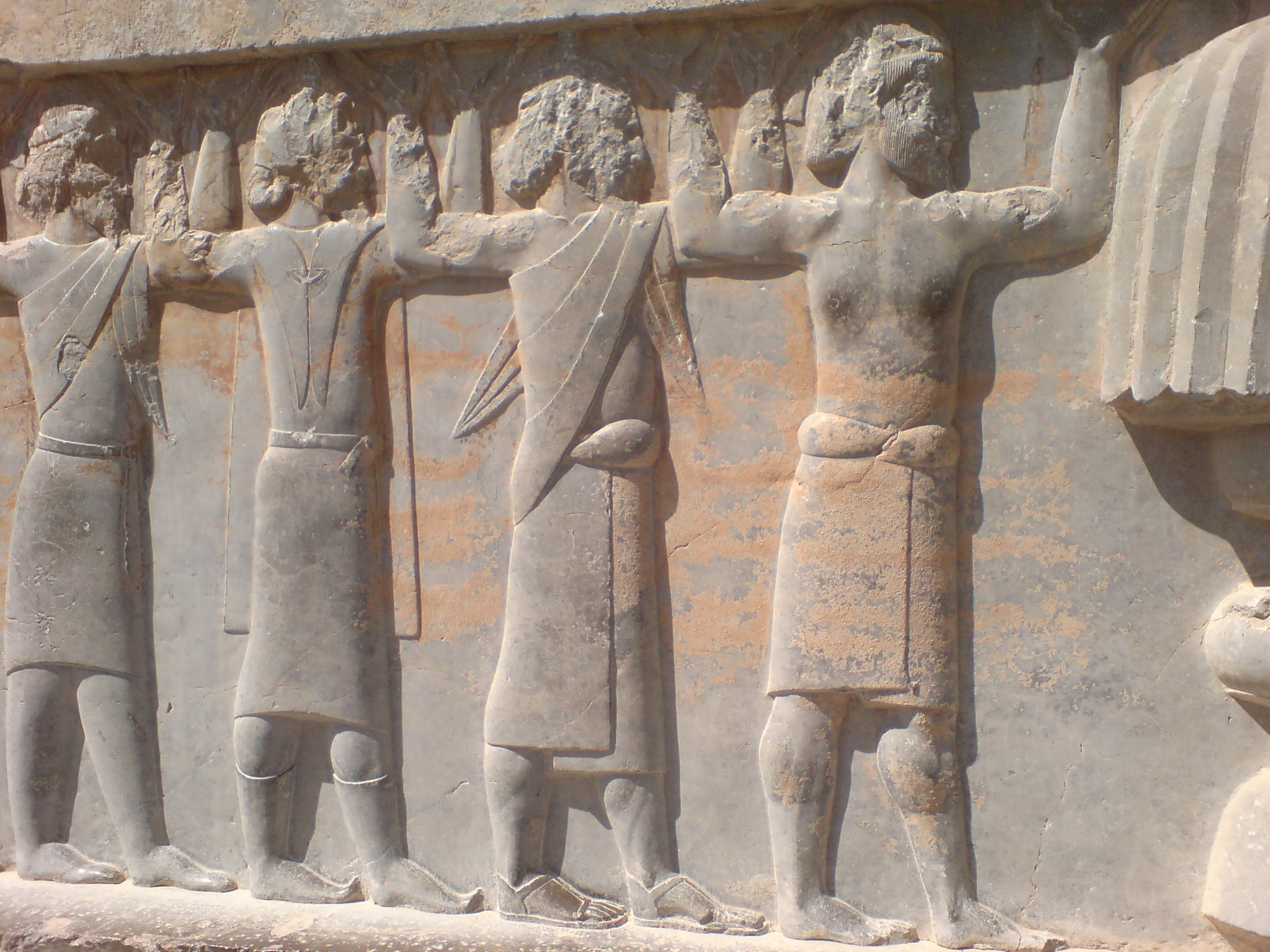
Зображення сатрапів Держави Ахеменідів

Сатра́п (від давньоперського хшатрапаван — хранитель області) — намісник сатрапії у давній та ранньосередньовічній Персії. Спочатку цей титул додавався до начальників флоту, але з часом Сатрапами стали називати інших високопосадовців і, головним чином намісників Сатрапій у давній та ранньосередньовічній Персії.

## Історія
Влада сатрапів та межі їх областей не були строго визначені. Точного поділу древньо-перської держави на області не було до часу Дарія І Гістаспа. Розмір району, яким керував сатрап, та його повноваження залежали від ставлення царя та ще більше від особистих можливостей правителя. Більшість сатрапів не лише мала повну адміністративну владу, але й законодавчу, а також правом незалежних відносин з іноземними державами. Сатрапи нерідко досягали такої могутності, що їх влада видавалася страшною самому «царю царів».
Так під час володорювання Дарія І Гістаспа один з сатрапів Оретесь вбив царського посланця лише за те, що той привіз йому неприємну звістку. Дарій змушений був проковтнути образу, через могутність Оретеса, лише конвой якого складався з 1000 солдат, а територія сатрапії охоплювала Фригію, Лідію та Іонію. Щоби позбавитись такого небезпечного губернатора, Дарій підкупив офіцерів зі свити Оретеса, які й вбили його.
Для впорядкування управління, головним чином у сфері фінансування, близько 518 до н. е. Дарій I Гістасп, з побічної лінії Ахеменідів, зять Кіра ІІ, засновник Великої Перської імперії (559—330 до н. е.), розділив імперію на 20 сатрапій, межі яких у більшості випадків відповідали кордонам окремих країн, які входили у Державу Ахеменідів: Мідія І, Сузіана ІІ, Вавилонія III, Аравія IV, Ассирія V, Єгипет VI, Вірменія VII, Каппадокія VIII, Лідія IX, Іонія X, Морські країни XI, Сагатрія XII, Парфія XIII, Согдіана XIV, Бактрія XV, Аріана XVI, Арахозія XVII, Індія XVIII, Гандхара XIX, Мака XX.
Кожна з них платила податки в установлених розмірах, могла мати свої закони, традиції, мову (або мови). Основа грошової системи — золотий дарік. Офіційна мова — арамейська. Посідання високих посад, у тому числі сатрапів, відбувалося лише родичами царського дому, а також місцевими володарями і тиранами. Нагляд за бюрократією здійснювався через «підслуховуючих» («вуха царя»). При владі кожної сатрапії знаходився окремий сатрап, підпорядкований центральній владі. Але ця залежність була невизначеною та нарешті стала фіктивною. До того ж розміри кожної сатрапії постійно змінювалися. Наприклад, Кір Молодший отримав в управління відразу три області Фригію, Лідію та Каппадокію.
Сатрапії могли б стати самостійними державами, якби перську монархію не завоювали македоняни. Під час краху Персії у 330 до н. е., сатрап Бесс, вбив царя Дарія ІІІ Кодомана та оголосив себе царем, але ця спроба була невдалою. Поділ на сатрапії зберігався у Державі Селевкідів, Парфіянського царства, Державі Сасанідів.
У римський час Перська імперія ділилася на 18 сатрапій, які Пліній Старший називав «державами», на підставі необмеженої царської власті їх сатрапів, які вважались царями. Вони навіть мали право носити діадему або тіару, на знак своєї гідності, греки називали їх монархами. Тому перські імператори виправдано носили титул «царя царів». Як і в ранню епоху сатрапи обиралися зі знаті та отримували в управління більшу чи меншу провінцію або декілька.

## Переносне значення
Розкіш та розпуста сатрапів зробили ім'я «сатрап» синонімом нестриманої у своїй владі, нічим неприборканої людини. Тому в переносному сенсі слово «сатрап» стало вживатися щодо жорстоких і безпринципних маріонеткових намісників, прислужників імперії. Часто вживалося щодо царських намісників в Україні. Тарас Шевченко в незакінченій поемі «Юродивий» (1857) називає сатрапами царських генерал-губернаторів — хабарників Бібікова та Долгорукова.